# Tarenna pallida
Tarenna pallida là một loài thực vật có hoa trong họ Thiến thảo. Loài này được (Franch. ex Brandis) Hutch. miêu tả khoa học đầu tiên năm 1916.